# Mervilla
Mervilla – miejscowość i gmina we Francji, w regionie Oksytania, w departamencie Górna Garonna.
Według danych na rok 1990 gminę zamieszkiwały 124 osoby, a gęstość zaludnienia wynosiła 45 osób/km² (wśród 3020 gmin regionu Midi-Pireneje Mervilla plasuje się na 939. miejscu pod względem liczby ludności, natomiast pod względem powierzchni na miejscu 1663.).